# 오스트리아 야구 리그
오스트리아 야구 리그(Austrian Baseball League)는 오스트리아의 야구 리그이다. 1983년도에 Oesterreichischer Baseball and Softball Verband (OeBSV)로 만들어졌으나 축약된 협회이름의 혼동을 막기위해 Austrian Baseball Federation로 재 명기되었다. 현재 알려진 바로는 오스트리아 전역에 39개 클럽에 3,800명의 야구인구가 활동하고 있는 것으로 추산된다.
역사상 처음으로 야구시합을 했던 시기는 세계2차 대전 중 미 공군 군인2명에 의해 시작이 되었으나 1955년 미 공군이 철수하면서 중단되었다.
현재는 오스트리아 전역에 1부리그가 6개 팀이며, 각 팀당 20경기를 하지만 한 시즌에 총 10일 즉 하루에 더블헤더로 2게임을 진행하는데 이유는 원정비용 때문이라고 한다. 그리고 4위까지 플레이 오프에 진출을하며 1위와 4위, 2위와3위 팀들이 각각 7게임 4승 게임을 하며 결전에도 똑같은 방식으로 진행한다. 그리고 강등 방식은 1부리그 5,6위팀과 2부리그 1,2위팀이 리그전으로 진행하여 강등방식이 결정이 된다. 
2017년부터는 West 5팀 와 East 4개팀으로 리그를 2개로 나누고 기존의 6개팀에서 3팀이 늘어난 9개팀이 되었으며 West 2위팀은 East 3위팀과 혹은 West 3위팀은 East 2위팀과 맞붙어 이긴 팀은 각 리그 1위팀과 결승전에 진출하기 위한 경기를 치른다. 비엔나 메트로스가 13회 우승으로 최대 우승경험을 가지고 있다.
최향남 선수가 2015년에 한국인 최초로 오스트리아 야구리그에 진출하여 Diving Ducks Wr. Neustadt에 입단. 시즌 MVP를 차지하는 영애를 누렸다.

## 출전팀
WEST
| - Hard Bulls - Feldkirch Cardinals - Dornbirn Indians - ASAK Athletics - Pirmoser Vikings | OST(East) - Vienna Wanderers - Diving Ducks Wr. Neustadt - Vienna Metrostars - Traiskirchen Grasshoppers |

## 역대 우승팀
| - 1985년: Vienna Lions - 1986년: Vienna Lions - 1987년: Vienna Lions - 1988년: Vienna Lions - 1989년: Vienna Lions - 1990년: Vienna Wanderers‬ - 1991년: ‭Vienna Bulldogs‬ - 1992년: Vienna Lions - 1993년: ‭Vienna Bulldogs - 1994년: Vienna Lions‬ - 1995년: Tigers Schwaz‬ - 1996년: ‭Vienna Lions - 1997년: Vienna Bulldogs‬ - 1998년: ‭Tigers Schwaz‬ - 1999년: ‭Dornbirn Indians - 2000년: ‭Vienna Bulldogs - 2001년: Hard Bulls - 2002년: Union Kufstein Vikings | - 2003년: Dornbirn Indians ‬ - 2004년: Union Kufstein Vikings - 2005년: Vienna Metrostars - 2006년: Vienna Metrostars - 2007년: Vienna Metrostars - 2008년: Athletics Attnang-Puchheim - 2009년: Vienna Wanderers ‬ - 2010년: Athletics Attnang-Puchheim - 2011년: Vienna Metrostars - 2012년: Vienna Wanderers ‬ - 2013년: Vienna Wanderers ‬ - 2014년: Vienna Metrostars - 2015년: Vienna Wanderers - 2016년: Athletics Attnang-Puchheim - 2017년: Athletics Attnang-Puchheim - 2018년: Vienna Metrostars - 2019년: Dornbirn Indians |

## 같이 보기
- 유럽 야구 연맹
- 오스트리아 야구 국가대표팀